# 漢森 (愛達荷州)
漢森（英語：Hansen）是一個位於美國愛達荷州特溫福爾斯縣的城市。

## 地理
漢森的座標為42°31′52″N 114°18′06″W / 42.53111°N 114.30167°W，而該地的平均海拔高度為1222米（即4009英尺）。

## 人口
根據2010年美國人口普查的數據，漢森的面積為0.90平方千米，當中陸地面積為0.90平方千米，而水域面積為0.00平方千米。當地共有人口1144人，而人口密度為每平方千米1,271.11人。